# Абдугаффаров, Саттархан
Саттархан Абдугаффаров (1843—1901) — известный узбекский учёный-просветитель, историк и судья.
Он явился первым узбекским учёным, писавшим свои произведения как на узбекском, так и на русском языке.

## Биография
Саттархан Абдугаффаров родился в 1843 году в Чимкенте в семье ученого (преподавателя). Чимкент тогда входил в состав Кокандского ханства.
Окончил медресе Шукурхана в Ташкенте (1862). Он свободно говорил на арабском, персидском и выучил русский.
До 1864 года он был муфтием города Чимкента, а в 1873—1876 годах был учителем первой русско-туземной школы в Чимкенте. В 1876—1881 годах был Кокандским городским судьей.
В 1883 году он начал работать в Туркестанской газете и преподавал узбекский и персидский языки в Ташкентской учительской семинарии в 1884—1889 годах.
Саттархан способствовал светскому знанию идей просвещения, критиковал некоторые методы воспитания. Он был соратником узбекских просветителей Фурката, Мукими, Завки. Социальные взгляды Саттархана отражены во многих его статьях и выступлениях, например он написал «Краткая история внутреннего положения Кокандского ханства до российского вторжения».
Исследователи назвали его первым коренным туркестанцем, освоившим русский язык, мусульманским просветителем
В начале 1880-х годов Абдугафаров одним из первых представителей местной интеллигенции пришёл к выводу о необходимости модернизации структуры традиционного образования подрастающего поколения (с сохранением, задачи формирования системы основных исламских ценностей).

## Идеи Саттархана
С. Абдугаффаров выступал за развитие национального искусства и литературы, реорганизацию деятельности духовенства.

## Смерть
В 1901 году Саттархан Абдугаффаров скончался.